# Dylan Groenewegen
Dylan Groenewegen (Amsterdam, 21 giugno 1993) è un ciclista su strada olandese che corre per il Team Jayco AlUla. Velocista, professionista dal 2015, ha vinto sei tappe al Tour de France, la Brussels Cycling Classic 2015 e il titolo nazionale in linea nel 2016 e nel 2024.

## Carriera

### Esordi
Seguendo la passione di famiglia, Dylan Groenewegen si dedica al ciclismo, che inizialmente è solo un divertimento. Nel suo primo anno nella categoria juniores, il 2010, partecipa a Le Pavé de Roubaix e al Giro delle Fiandre, concludendo entrambe le gare. Nella stagione successiva, ottiene il secondo posto nella Kuurne-Brussel-Kuurne, porta a termine nuovamente Le Pavé de Roubaix, vince una tappa alla Driedaagse van Axel e conquista la medaglia d'argento ai campionati nazionali in linea. In seguito vince una frazione della Liège-La Gleize, partecipa anche al Regio-Tour e al Campionato mondiale di Copenaghen, senza riuscire a terminare la prova.

### 2012-2014: De Rijke Under-23
Archiviate le esperienze nelle categorie giovanili, dal 2012 al 2014 Dylan Groenewegen gareggia come dilettante nel Cyclingteam De Rijke, formazione Continental, condizione che gli permette di partecipare sia alle gare riservate agli Under-23 sia a quelle professionistiche dei Circuiti continentali. Nel 2012 vince due corse dilettantistiche nei Paesi Bassi, la Omloop van de Schermer e la Parel van de Veluwe, e partecipa ai Campionati europei di Goes. Ottiene inoltre buoni piazzamenti in prove riservate ai professionisti, inserite nello UCI Europe Tour, giungendo nono alla Dutch Food Valley Classic e alla Omloop van het Houtland, terzo al Münsterland Giro, vinto da Marcel Kittel, e quarto alla Nationale Sluitingsprijs.
Nel 2013, dopo il quarto posto alla Dorpenomloop Rucphen, si piazza secondo al Giro delle Fiandre Under-23, gara di Coppa delle Nazioni, battuto in volata da Rick Zabel, e pochi giorni dopo vince la Ronde van Noord-Holland. Sedicesimo nella prova in linea dei Campionati nazionali Elite, si impone poi alla Kernen Omloop Echt-Susteren e conclude la stagione con il sesto posto alla Nationale Sluitingsprijs.
Nel 2014 esordisce in febbraio con il terzo posto al Trofeo Palma, vinto dal professionista italiano Sacha Modolo, e il mese successivo si impone nella seconda tappa del Tour de Normandie. In aprile vince il Giro delle Fiandre Under-23, inserito nella Coppa delle Nazioni, imponendosi in una volata sul gruppo frazionato da una caduta; questo successo, uno dei suoi obiettivi stagionali, lo mette in evidenza ad alcune squadre professionistiche. Partecipa alla Paris-Roubaix Espoirs e ai Campionati europei di Nyon. Dopo aver preso contatti con la Cannondale, poi dismessa a fine stagione, e con la BMC Racing Team, si accorda con la squadra Professional olandese Roompot Oranje Peloton per passare professionista l'anno successivo.

### 2015: Roompot Oranje Peloton
Groenewegen diventa professionista nel 2015 con la Roompot Oranje Peloton, unica squadra olandese con licenza Professional; trova un ambiente positivo, in cui gli viene data la possibilità di fare esperienza e migliorare le sue doti in volata, grazie all'aiuto del direttore sportivo Jean-Paul van Poppel, ex velocista olandese. In stagione partecipa per la prima volta al Giro delle Fiandre Elite, ritirandosi, ma sul finire dell'estate vince la Arnhem-Veenendaal Classic e la prestigiosa Brussels Cycling Classic, superando tra gli altri Tom Boonen. Nonostante la buona stagione e un ulteriore anno di contratto, in ottobre viene lasciato libero di accordarsi con il Team Lotto NL-Jumbo e gareggiare nel World Tour dalla stagione successiva. Nello stesso mese di ottobre si frattura una clavicola in seguito a una caduta alla Kampioenschap van Vlaanderen.

### Dal 2016: Team Lotto NL-Jumbo
Dal 2016 gareggia con la formazione olandese World Tour Lotto NL-Jumbo, con la quale aveva stipulato un contratto triennale già nell'ottobre precedente. A inizio stagione vince una tappa della Volta a la Comunitat Valenciana, regolando in volata Nacer Bouhanni, mentre in marzo, dopo un successo parziale alla Driedaagse van West-Vlaanderen, sale tre volte sul podio in pochi giorni, con il terzo posto alla Ronde van Drenthe e alla Nokere Koerse e il secondo alla Handzame Classic. Tra aprile e agosto si aggiudica quindi una tappa al Tour de Yorkshire, la Heistse Pijl, il Rund um Köln, una tappa allo Ster ZLM Toer, il titolo nazionale olandese in linea e la Arnhem-Veenendaal Classic. In settembre vince quindi una frazione al Tour of Britain e poi la prima tappa dell'Eneco Tour su Nacer Bouhanni e Peter Sagan, aggiudicandosi così la prima corsa World Tour della carriera. In ottobre, con la vittoria al Tour de l'Eurométropole, porta a undici il bottino di trionfi stagionali.
Nel 2017, dopo aver già conseguito cinque successi in stagione (una frazione al Tour de Yorkshire e due rispettivamente al Tour of Norway e allo Ster ZLM Toer), viene convocato al Tour de France con la speranza di poter conquistare una vittoria di tappa. Dopo un inizio complicato arriva a piazzarsi terzo e secondo rispettivamente nella decima e nell'undicesima tappa, battuto dall'inarrivabile Marcel Kittel. Nell'ultima frazione, con arrivo a Parigi, trionfa vincendo per la prima volta al Tour de France.

### 2020
Il 5 agosto 2020 durante la volata sul traguardo della prima tappa del Giro di Polonia, a causa della discutibile sicurezza garantita dagli organizzatori, è coinvolto in un contatto da cui deriverà la caduta del connazionale Fabio Jakobsen, il quale ha riportato un grave infortunio ed è stato ricoverato d'urgenza in ospedale, dove è stato sottoposto a un'operazione di 5 ore ed è rimasto in coma farmacologico per due giorni. Fabio Jakobsen in seguito ha subito diversi interventi chirurgici e nell'ottobre 2020 si è sottoposto a un intervento di ricostruzione facciale. La squadra Deceuninck-Quick Step il giorno della gara ha subito denunciato l'episodio, evidenziando la violazione delle regole di Groenwegen, il quale si è pubblicamente scusato per il fatto, si è assunto la responsabilità dell'incidente e ha collaborato nella successiva inchiesta. La Jumbo-Visma lo ha sospeso dalla squadra. L'11 novembre 2020 l'Unione ciclistica internazionale (UCI) gli ha inflitto una squalifica di nove mesi, con termine al 7 maggio 2021. Si è impegnato a prestare attività per la collettività durante il periodo di sospensione.

## Palmarès

### Strada
- 2011 (Juniores)

1ª tappa Driedaagse van Axel (Philippine > Axel)
3ª tappa Liège-La Gleize (Thimister > Thimister)
- 2012 (Cycling Team De Rijke, due vittorie)

Molenomloop van de Schermer
Parel van de Veluwe
- 2013 (Cycling Team De Rijke-Shanks, due vittorie)

Ronde van Noord-Holland
Kernen Omloop Echt-Susteren
- 2014 (Cyclingteam de Rijke, quattro vittorie)

2ª tappa Tour de Normandie (Forges-les-Eaux > Elbeuf)
Omloop van de Glazen Stad
Giro delle Fiandre Under-23
Rund um Düren
- 2015 (Roompot Oranje Peloton, due vittorie)

Arnhem-Veenendaal Classic
Brussels Cycling Classic
- 2016 (Team LottoNL-Jumbo, undici vittorie)

3ª tappa Volta a la Comunitat Valenciana (Sagunto > Alzira)
1ª tappa Driedaagse van West-Vlaanderen (Bruges > Harelbeke)
1ª tappa Tour de Yorkshire (Beverley > Settle)
Heistse Pijl
Rund um Köln
3ª tappa Ster ZLM Toer (Buchten > Buchten)
Campionati olandesi, Prova in linea
Arnhem-Veenendaal Classic
4ª tappa Tour of Britain (Denbigh > Builth Wells)
1ª tappa Eneco Tour (Bolsward > Bolsward)
Tour de l'Eurométropole
- 2017 (Team LottoNL-Jumbo, otto vittorie)

1ª tappa Tour de Yorkshire (Bridlington > Scarborough)
2ª tappa Tour of Norway (Eidsvoll > Brumunddal)
4ª tappa Tour of Norway (Lillestrøm > Sarpsborg)
1ª tappa Ster ZLM Toer (Tholen > Hoogerheide)
2ª tappa Ster ZLM Toer (Buchten > Buchten)
21ª tappa Tour de France (Montgeron > Parigi (Champs-Élysées))
7ª tappa Tour of Britain (Hemel Hemstead > Cheltenham)
5ª tappa Tour of Guangxi (Liuzhou > Guilin)
- 2018 (Team LottoNL-Jumbo, quattordici vittorie)

1ª tappa Dubai Tour (Dubai > Palm Jumeirah)
1ª tappa Volta ao Algarve (Albufeira > Lagos)
4ª tappa Volta ao Algarve (Almodôvar > Tavira)
Kuurne-Bruxelles-Kuurne
2ª tappa Parigi-Nizza (Orsonville > Vierzon)
1ª tappa Tour of Norway (Svelvik > Horten)
3ª tappa Tour of Norway (Moss > Sarpsborg)
4ª tappa Tour of Norway (Kongsvinger > Brumunddal)
2ª tappa Giro di Slovenia (Maribor > Rogaška Slatina)
7ª tappa Tour de France (Fougères > Chartres)
8ª tappa Tour de France (Dreux > Amiens)
Veenendaal-Veenendaal Classic
Kampioenschap van Vlaanderen
1ª tappa Tour of Guangxi (Beihai > Beihai)
- 2019 (Team Jumbo-Visma, quindici vittorie)

5ª tappa Volta a la Comunitat Valenciana (Paterna > Valencia)
4ª tappa Volta ao Algarve (Albufeira > Tavira)
1ª tappa Parigi-Nizza (Saint-Germain-en-Laye > Saint-Germain-en-Laye)
2ª tappa Parigi-Nizza (Les Bréviaires > Bellegarde)
Driedaagse Brugge-De Panne
1ª tappa Quatre Jours de Dunkerque (Dunkerque > Condé-sur-l'Escaut)
2ª tappa Quatre Jours de Dunkerque (Wallers > San Quintino)
3ª tappa Quatre Jours de Dunkerque (Laon > Compiègne)
1ª tappa Ster ZLM Toer (Bredene > Hoogerheide)
2ª tappa Ster ZLM Toer (Etten-Leur > Butchen)
7ª tappa Tour de France (Belfort > Chalon-sur-Saône)
1ª tappa Tour of Britain (Glasgow > Kirkcudbright)
3ª tappa Tour of Britain (Berwick-upon-Tweed > Newcastle-upon-Tyne)
5ª tappa Tour of Britain (Birkenhead > Birkenhead)
Tacx Pro Classic
- 2020 (Team Jumbo-Visma, tre vittorie)

1ª tappa Volta a la Comunitat Valenciana (Castellón de la Plana > Vila-real)
3ª tappa Volta a la Comunitat Valenciana (Orihuela > Torrevieja)
4ª tappa UAE Tour (Dubai Design District > Dubai City Walk)
- 2021 (Jumbo-Visma, tre vittorie)

1ª tappa Tour de Wallonie (Genappe > Héron)
4ª tappa Tour de Wallonie (Neufchâteau > Fleurus)
1ª tappa Giro di Danimarca (Struer > Esbjerg)
- 2022 (Team BikeExchange-Jayco, sette vittorie)

3ª tappa Saudi Tour (Tayma Hadaj Well > AlUla Old Town)
5ª tappa Saudi Tour (AlUla Old Town > AlUla Old Town)
4ª tappa Tour de Hongrie (Kazincbarcika > Kazincbarcika)
Veenendaal-Veenendaal Classic
2ª tappa Giro di Slovenia (Ptuj > Rogaška Slatina)
3ª tappa Tour de France (Vejle > Sønderborg)
2ª tappa Arctic Race of Norway (Mosjøen > Brønnøysund)
- 2023 (Team Jayco AlUla, sei vittorie)

1ª tappa Saudi Tour (AlUla International Airport > Khaybar)
5ª tappa UAE Tour (Al Marjan Island > Umm al-Qaywayn)
1ª tappa Tour de Hongrie (Szentgotthárd > Szentgotthárd)
Veenendaal-Veenendaal Classic
1ª tappa Giro di Slovenia (Celje > Rogaška Slatina)
2ª tappa Giro di Slovenia (Žalec > Ormož)
- 2024 (Team Jayco AlUla, cinque vittorie)

Clàssica Comunitat Valenciana 1969 - Gran Premio Valencia
Ronde van Limburg
1ª tappa Giro di Slovenia (Murska Sobota > Ormož)
Campionati olandesi, Prova in linea
6ª tappa Tour de France (Mâcon > Digione)
- 2025 (Team Jayco AlUla, tre vittorie)

4ª tappa Tour de Hongrie (Tata > Székesfehérvár)
1ª tappa Giro di Slovenia (Pirano > Škofljica)
3ª tappa Giro di Slovenia (Majšperk > Ormož)

#### Altri successi
- 2013 (Cycling Team De Rijke-Shanks)

Paardenmarktronde Alblasserdam
- 2014 (Cyclingteam de Rijke)

Ronde van Zutphen
Mijl van Mares
- 2016 (Team Lotto NL-Jumbo)

Classifica a punti Tour de Yorkshire
Classifica a punti Ster ZLM Toer
Classifica squadre Ster ZLM Toer
Classifica a punti Tour of Britain
- 2017 (Team Lotto NL-Jumbo)

Classifica giovani Dubai Tour
Classifica a punti Ster ZLM Toer
- 2019 (Team Jumbo-Visma)

Classifica a punti Ster ZLM Toer
2ª tappa Tour de France (Bruxelles > Bruxelles, cronosquadre)
Classifica generale Hammer Stavanger, cronosquadre
- 2020 (Team Jumbo-Visma)

Classifica a punti Volta a la Comunitat Valenciana
- 2021 (Jumbo-Visma)

Classifica a punti Tour de Wallonie
- 2022 (Team BikeExchange-Jayco)

Classifica a punti Saudi Tour
- 2023 (Team Jayco-AlUla)

Classifica a punti Saudi Tour

## Piazzamenti

### Grandi Giri
- Giro d'Italia

2021: non partito (14ª tappa)
- Tour de France

2016: 160º
2017: 156º
2018: ritirato (12ª tappa)
2019: 145º
2022: 116º
2023: 137º
2024: 135º
2025: 150º

### Classiche monumento
Milano-Sanremo
2019: 78º
- Giro delle Fiandre

2015: ritirato
- Parigi-Roubaix

2017: 47º
2018: 44º
2021: 81º

### Competizioni mondiali
- Campionati del mondo

Copenhagen 2011 - In linea Juniores: ritirato
Doha 2016 - In linea Elite: 37º
- UCI World Tour

2016: 105º
2017: 60º
2018: 97º

### Competizioni europee
- Campionati europei

Goes 2012 - In linea Under-23: 15º
Nyon 2014 - In linea Under-23: 62º
Alkmaar 2019 - In linea Elite: 12º